# 拉戈阿雷亚尔
拉戈阿雷亚尔（葡萄牙語：Lagoa Real）是巴西巴伊亚州的一个市镇。总面积996.292平方公里，总人口14068人，人口密度14.1人/平方公里。